# Jesse Stone
Pour la série de téléfilms, voir Jesse Stone (série de téléfilms).
Pour les articles homonymes, voir Stone et Calhoun.
Jesse Stone, né le 16 novembre 1901 à Atchinson (Kansas), mort le 1er avril 1999 à Altamonte Springs, est un musicien, auteur, compositeur, arrangeur et producteur de jazz et de rhythm and blues américain. Il a écrit quelques-uns des plus grands tubes du rock 'n' roll sous le nom de Charles E. Calhoun.
Jesse Stone est introduit au Rhythm and Blues Hall of Fame en 1992 et au Rock and Roll Hall of Fame en 2010. Ahmet Ertegün disait de lui qu'il « avait fait plus que tout autre pour développer le son de base du rock 'n' roll ».

## Biographie
Né à Atchinson (Kansas) le 16 novembre 1901 dans une famille d'artistes, Jesse Stone commence à chanter à l'âge de quatre ans, puis apprend le violon. Il forme son premier groupe en 1926 : Jesse Stone and his Blue Serenaders. Ils enregistrent Starvation Blues l'année suivante à Saint-Louis (Missouri) pour Okeh Records. Jesse travaille comme pianiste et arrangeur à Kansas City et participe à des sessions d'enregistrement pour Julia Lee chez Merritt et Brunswick. Il monte un orchestre dans les années 1930 et est repéré par Duke Ellington qui l'emmène à New York. Il est engagé chez Mills Music et travaille à l'Appollo Theatre, où il écrit des partitions, des arrangements, etc.
Jesse Stone enregistre quelques disques sous son nom à la fin des années 1930 et au début des années 1940 (Sneaky Feeling, 1937, Variety). Son premier gros tube fut Idaho, enregistré par plusieurs orchestres en 1942 dont celui de Benny Goodman pour Colombia.
En 1947, il aux côtés d'Ahmet Ertegün et Herb Abramson quand ils fondent la firme Atlantic. Il met au point le motif de basse qui sera utilisé plus tard dans le rock 'n' roll. Sous le nom de Charles E. Calhoun, il écrit Money Honey pour les Drifters en 1953, It Shoul Have Been Me pour Ray Charles (1954), Your Cash Ain't Nothing But Trash pour les Clovers (1954) et surtout Shake, Rattle and Roll pour Big Joe Turner (1954), qui sera repris avec succès par Bill Haley. Pour ce dernier, il écrit aussi Razzle Dazzle (1955).
En 1956, il lance avec Hal Fein et Charles Singleton la compagnie Roosevelt Music, il travaille chez Reprise en 1961, avant de diriger la maison de disques Randy records à Chicago. Il se retira ensuite dans le New Jersey puis en Floride. Il est mort à 97 ans le 1er avril 1999 à Altamonte Springs.

## Discographie
Jesse Stone & his band :
- Hey Sister Lucy / An Ace In The Hole, RCA-Victor, novembre 1947
- Who Killed 'er ? / Mister Jelly Fingers, RCA-Victor, juin 1948
- Don't Let It Get Away / The Donkey And The Elephant, RCA-Victor, août 1948
- Who's Zat ? / Bling-a-ling-a-ling, RCA-Victor, décembre 1948
- Get It While You Can / Keep Your Big Mouth Shut, RCA-Victor, janvier 1949
- Cole Slaw / Do It Now !, RCA-Victor, juin 1949

Jesse Stone :
- Oh, That'll Be Joyful / Runaway, Atlantic, mars 1954

The Charlie Calhoun Orchestra :
- Smack Dab In The Middle / (I Don't Know Why) The Car Won't Go, MGM, avril 1955

Jesse Stone & his Houserockers :
- Night Life / The Rocket, Atco, août 1955

Charles Calhoun :
- Jamboree / My Pigeon's Gone, Groove, avril 1956

Chuck Calhoun :
- Hey Tiger / Barrelhouse, Atlantic, décembre 1956

## Principales compositions
- 1941 : Idaho - Alvino Rey and His Orchestra (repris par Benny Goodman en 1942)
- 1942 : Sorghum Switch - Doc Wheeler and his Sunset Orchestra, renommée Cole Slaw par Louis Jordan
- 1953 : Money Honey - The Drifters
- 1954 : It Shoul Have Been Me - Ray Charles
- 1954 : Your Cash Ain't Nothing But Trash - The Clovers
- 1954 : Bip Bam - The Drifters with Clyde McPhatter
- 1954 : Shake, Rattle and Roll - Big Joe Turner
- 1955 : Razzle Dazzle - Bill Haley and his Comets
- 1955 : Flip, Flop and Fly - Big Joe Turner
- 1955 : Smack Dab in the Middle - Charlie Calhoun
- 1957 : Down in the Alley - The Clovers
- 1957 : Don't Let Go - Roy Hamilton